# 臺南市區道
臺南市區道原為臺南縣鄉道，共計253條。配合2013年6月18日公路法修訂通過，於2013年11月5日經交通部正式公告路線，並於2018年11月21日大規模調整路線。
臺南市因地處嘉南平原，地勢平緩，加上開發較早，許多聚落在20世紀初期就已存在，因此聚落間的道路系統發展得頗早。市內除原臺南市外，所有的區都有區道通過，唯山區的區道較少；但相對而言，此處單條區道的里程數卻較長，目前最長的臺南市區道即是位於最東側南化區境內、南化水庫東邊山麓上的南179線（關山產業道路）。

## 歷史
臺南市區道原為台南縣鄉道，在1961年始有編制存在，原縣轄鄉道更於1961年即已編成186條，系統大致定型。唯再經後續的路線調動與整編，並新增187～195號鄉道後，才成為現今所見的路線概況。